# Украинка (Молдова)
Украинка (рум. Ucrainca) — село в Каушанском районе Молдавии. Является административным центром коммуны Украинка, включающей также село Звёздочка.

## История
До 23 января 1965 года село носило название Стурдзены.

## География
Село расположено на высоте 61 метр над уровнем моря. Протекает река Заколы, в которую впадает её приток Токузы.

## Население
По данным переписи населения 2004 года, в селе Украинка проживает 1720 человек (858 мужчин, 862 женщины).
Этнический состав села:
| Национальность | Число жителей | Процентный состав |
| -------------- | ------------- | ----------------- |
| молдаване      | 1619          | 94,13             |
| русские        | 37            | 2,15              |
| украинцы       | 33            | 1,92              |
| болгары        | 14            | 0,81              |
| гагаузы        | 6             | 0,35              |
| румыны         | 5             | 0,29              |
| поляки         | 1             | 0,06              |
| прочие         | 5             | 0,29              |
| Всего          | 1720          | 100 %             |